# Úszás az 1952. évi nyári olimpiai játékokon
Az 1952. évi nyári olimpiai játékokon az úszásban tizenegy versenyszámban avattak olimpiai bajnokot.

## Éremtáblázat
(A táblázatokban a magyar csapat eltérő háttérszínnel, az egyes számoszlopok legmagasabb értéke vagy értékei vastagítással kiemelve.)
| Az 1952. évi nyári olimpiai játékok éremtáblázata úszásban | Az 1952. évi nyári olimpiai játékok éremtáblázata úszásban | Az 1952. évi nyári olimpiai játékok éremtáblázata úszásban | Az 1952. évi nyári olimpiai játékok éremtáblázata úszásban | Az 1952. évi nyári olimpiai játékok éremtáblázata úszásban | Olimpia  |
| ---------------------------------------------------------- | ---------------------------------------------------------- | ---------------------------------------------------------- | ---------------------------------------------------------- | ---------------------------------------------------------- | -------- |
|                                                            | Ország                                                     | Arany                                                      | Ezüst                                                      | Bronz                                                      | Összesen |
| 1.                                                         | Egyesült Államok (USA)                                     | 4                                                          | 2                                                          | 3                                                          | 9        |
| 2.                                                         | Magyarország (HUN)                                         | 4                                                          | 2                                                          | 1                                                          | 7        |
| 3.                                                         | Franciaország (FRA)                                        | 1                                                          | 1                                                          | 1                                                          | 3        |
| 4.                                                         | Ausztrália (AUS)                                           | 1                                                          | 0                                                          | 0                                                          | 1        |
| 4.                                                         | Dél-afrikai Unió (RSA)                                     | 1                                                          | 0                                                          | 0                                                          | 1        |
|                                                            |                                                            |                                                            |                                                            |                                                            |          |
| 6.                                                         | Hollandia (NED)                                            | 0                                                          | 3                                                          | 0                                                          | 3        |
| 6.                                                         | Japán (JPN)                                                | 0                                                          | 3                                                          | 0                                                          | 3        |
|                                                            |                                                            |                                                            |                                                            |                                                            |          |
| 8.                                                         | Svédország (SWE)                                           | 0                                                          | 0                                                          | 2                                                          | 2        |
| 9.                                                         | Brazília (BRA)                                             | 0                                                          | 0                                                          | 1                                                          | 1        |
| 9.                                                         | Nagy-Britannia (GBR)                                       | 0                                                          | 0                                                          | 1                                                          | 1        |
| 9.                                                         | Németország (GER)                                          | 0                                                          | 0                                                          | 1                                                          | 1        |
| 9.                                                         | Új-Zéland (NZL)                                            | 0                                                          | 0                                                          | 1                                                          | 1        |
|                                                            |                                                            |                                                            |                                                            |                                                            |          |
| Összesen                                                   | Összesen                                                   | 11                                                         | 11                                                         | 11                                                         | 33       |

## Férfi
Férfi úszásban hat – öt egyéni és egy váltó – versenyszámot írtak ki.

### Éremtáblázat
| Az 1952. évi nyári olimpiai játékok éremtáblázata férfi úszásban | Az 1952. évi nyári olimpiai játékok éremtáblázata férfi úszásban | Az 1952. évi nyári olimpiai játékok éremtáblázata férfi úszásban | Az 1952. évi nyári olimpiai játékok éremtáblázata férfi úszásban | Az 1952. évi nyári olimpiai játékok éremtáblázata férfi úszásban | Olimpia  |
| ---------------------------------------------------------------- | ---------------------------------------------------------------- | ---------------------------------------------------------------- | ---------------------------------------------------------------- | ---------------------------------------------------------------- | -------- |
|                                                                  | Ország                                                           | Arany                                                            | Ezüst                                                            | Bronz                                                            | Összesen |
| 1.                                                               | Egyesült Államok (USA)                                           | 4                                                                | 2                                                                | 1                                                                | 7        |
| 2.                                                               | Franciaország (FRA)                                              | 1                                                                | 1                                                                | 1                                                                | 3        |
| 3.                                                               | Ausztrália (AUS)                                                 | 1                                                                | 0                                                                | 0                                                                | 1        |
| 4.                                                               | Japán (JPN)                                                      | 0                                                                | 3                                                                | 0                                                                | 3        |
| 5.                                                               | Svédország (SWE)                                                 | 0                                                                | 0                                                                | 2                                                                | 2        |
| 6.                                                               | Brazília (BRA)                                                   | 0                                                                | 0                                                                | 1                                                                | 1        |
| 6.                                                               | Németország (GER)                                                | 0                                                                | 0                                                                | 1                                                                | 1        |
|                                                                  |                                                                  |                                                                  |                                                                  |                                                                  |          |
| Összesen                                                         | Összesen                                                         | 6                                                                | 6                                                                | 6                                                                | 18       |

### Érmesek
- OR – olimpiai rekord

| Az 1952. évi nyári olimpiai játékok érmesei férfi úszásban | |         |                                                                                    |         |                                                                                       |         |
| Versenyszám                                                | Arany | Arany   | Ezüst                                                                              | Ezüst   | Bronz                                                                                 | Bronz   |
| 100 m gyors                                                | Clarke Scholes · Egyesült Államok (USA) | 57,4    | Szuzuki Hirosi · Japán (JPN)                                                       | 57,4    | Göran Larsson · Svédország (SWE)                                                      | 58,2    |
| 400 m gyors                                                | Jean Boiteux · Franciaország (FRA) | 4:30,7  | Ford Konno · Egyesült Államok (USA)                                                | 4:31,3  | Per-Olof Östrand · Svédország (SWE)                                                   | 4:35,2  |
| 1500 m gyors                                               | Ford Konno · Egyesült Államok (USA) | 18:30,3 | Hasizume Siró · Japán (JPN)                                                        | 18:41,4 | Tetsuo Okamoto · Brazília (BRA)                                                       | 18:51,3 |
| 100 m hát                                                  | Yoshinobu Oyakawa · Egyesült Államok (USA)                                                                                                  | 1:05,4  | Gilbert Bozon · Franciaország (FRA)                                                | 1:06,2  | Jack Taylor · Egyesült Államok (USA)                                                  | 1:06,4  |
| 200 m mell                                                 | John Davies · Ausztrália (AUS) | 2:34,4  | Bowen Stassforth · Egyesült Államok (USA)                                          | 2:34,7  | Herbert Klein · Németország (GER)                                                     | 2:35,9  |
| 4 × 200 m gyorsváltó                                       | Egyesült Államok (USA) · Wayne Moore · Bill Woolsey · Ford Konno · Jimmy McLane · Wally Wolf* · Don Sheff* · Frank Dooley* · Burwell Jones* | 8:31,1  | Japán (JPN) · Szuzuki Hirosi · Hamagucsi Josihiro · Gotó Tóru · Tanikava Teidzsiró | 8:33,5  | Franciaország (FRA) · Joseph Bernardo · Aldo Eminente · Alexandre Jany · Jean Boiteux | 8:45,9  |

* - a versenyző csak az előfutamban vett részt, így nem kapott érmet

## Női
Női úszásban öt – négy egyéni és egy váltó – versenyszámot írtak ki.

### Éremtáblázat
| Az 1952. évi nyári olimpiai játékok éremtáblázata női úszásban | Az 1952. évi nyári olimpiai játékok éremtáblázata női úszásban | Az 1952. évi nyári olimpiai játékok éremtáblázata női úszásban | Az 1952. évi nyári olimpiai játékok éremtáblázata női úszásban | Az 1952. évi nyári olimpiai játékok éremtáblázata női úszásban | Olimpia  |
| -------------------------------------------------------------- | -------------------------------------------------------------- | -------------------------------------------------------------- | -------------------------------------------------------------- | -------------------------------------------------------------- | -------- |
|                                                                | Ország                                                         | Arany                                                          | Ezüst                                                          | Bronz                                                          | Összesen |
| 1.                                                             | Magyarország (HUN)                                             | 4                                                              | 2                                                              | 1                                                              | 7        |
| 2.                                                             | Dél-afrikai Unió (RSA)                                         | 1                                                              | 0                                                              | 0                                                              | 1        |
| 3.                                                             | Hollandia (NED)                                                | 0                                                              | 3                                                              | 0                                                              | 3        |
| 4.                                                             | Egyesült Államok (USA)                                         | 0                                                              | 0                                                              | 2                                                              | 2        |
| 5.                                                             | Nagy-Britannia (GBR)                                           | 0                                                              | 0                                                              | 1                                                              | 1        |
| 5.                                                             | Új-Zéland (NZL)                                                | 0                                                              | 0                                                              | 1                                                              | 1        |
|                                                                |                                                                |                                                                |                                                                |                                                                |          |
| Összesen                                                       | Összesen                                                       | 5                                                              | 5                                                              | 5                                                              | 15       |

### Érmesek
| Az 1952. évi nyári olimpiai játékok érmesei női úszásban |                                                                                                   |           | |        | |        |
| Versenyszám                                              | Arany                                                                                             | Arany     | Ezüst | Ezüst  | Bronz | Bronz  |
| 100 m gyors                                              | Szőke Katalin · Magyarország (HUN)                                                                | 1:06,8    | Johanna Maria Termeulen · Hollandia (NED)                                                                          | 1:07,0 | Temes Judit · Magyarország (HUN)                                                                                     | 1:07,1 |
| 400 m gyors                                              | Gyenge Valéria · Magyarország (HUN)                                                               | 5:12,1    | Novák Éva · Magyarország (HUN)                                                                                     | 5:13,7 | Evelyn Kawamoto · Egyesült Államok (USA)                                                                             | 5:14,6 |
| 100 m hát                                                | Joan Cynthia Harrison · Dél-afrikai Unió (RSA)                                                    | 1:14,3    | Geertje Wielema · Hollandia (NED)                                                                                  | 1:14,5 | Jean Stewart · Új-Zéland (NZL)                                                                                       | 1:15,8 |
| 200 m mell                                               | Székely Éva · Magyarország (HUN)                                                                  | 2:51,7 OR | Novák Éva · Magyarország (HUN)                                                                                     | 2:54,4 | Elenor Gordon · Nagy-Britannia (GBR)                                                                                 | 2:57,6 |
| 4 × 100 m váltó                                          | Magyarország (HUN) · Novák Ilona · Temes Judit · Novák Éva · Szőke Katalin · Littomeritzky Mária* | 4:24,4    | Hollandia (NED) · Marie Linssen-Vaessen · Cornelia van Voorn · Johanna Maria Termeulen · Irma Heijting-Schuhmacher | 4:29,0 | Egyesült Államok (USA) · Jacqueline Carol La Vine · Mary Louise Stepan · Joan Ann Alderson-Rosazza · Evelyn Kawamoto | 4:30,1 |

## Magyar részvétel
Az olimpián tizenöt úszó – hat férfi és kilenc női úszó – képviselte Magyarországot, akik összesen
- négy első,
- két második,
- egy harmadik,
- egy negyedik,
- két ötödik és
- egy hatodik

helyezést értek el, és ezzel ötven – férfi úszásban négy, női úszásban negyvenhat – olimpiai pontot szereztek. Ez tizenhét ponttal több, mint az előző, 1948. évi olimpián elért eredmény.
A magyar úszók a következő versenyszámokban indultak (zárójelben az elért helyezés, illetve időeredmény):
| Magyar részvétel az 1952. évi nyári olimpiai játékok úszóversenyein |                                                                                       |                                                                                     |
| versenyszám                                                         | férfi úszás                                                                           | női úszás                                                                           |
| 100 m gyors                                                         | Ipacs György (59,4) Kádas Géza (5. – 58,6)                                            | Novák Ilona (1:07,4) Szőke Katalin (1. – 1:06,8) Temes Judit (3. – 1:07,1)          |
| 400 m gyors                                                         | Csordás György (4:45,7) Kettesi Gusztáv (4:54,3)                                      | Gyenge Valéria (1. – 5:12,1) Novák Éva (2. – 5:13,7) Székely Éva (6. – 5:17,9)      |
| 1500 m gyors                                                        | Csordás György (19:26,2)                                                              |                                                                                     |
| 100 m hát                                                           | Gyöngyösi László (1:10,0) Nyéki Imre (1:10,6)                                         | Hunyadfi Magda (1:19,6)                                                             |
| 200 m mell                                                          |                                                                                       | Killermann Klára (4. – 2:57,6) Novák Éva (2. – 2:54,4) Székely Éva (1. – 2:51,7)    |
| 4 × 100 m váltó                                                     |                                                                                       | (1. – 4:24,4) Novák Éva Novák Ilona Szőke Katalin Temes Judit (Littomeritzky Mária) |
| 4 × 200 m váltó                                                     | (5. – 8:52,6) Csordás György Gyöngyösi László Kádas Géza Nyéki Imre (Kettesi Gusztáv) |                                                                                     |